# Хосе Сантос Чокано
Хосе Сантос Чокано (ісп. José Santos Chocano Gastañodi, 14 травня 1875, Ліма — 13 січень 1934, Сантьяго) — перуанський поет, дипломат.

## Життєпис
Хосе Сантос Чокано народився в Лімі, Перу. Він правнук глашатая незалежності Перу від Іспанської імперії Франсіско Антоніо де Сели, який помер у в'язниці, не дочекавшись проголошення свободи.
Чокано був прийнятий до Національного університету Сан-Маркос у віці 14 років. Після короткого перебування у в'язниці за політичну активність, він переїхав до Мадриду на початку 20 століття. Тут його вірші вперше були визнані іспанськими літературно-мистецькими колами; багато відомих художників і письменників запрошували його читати свої вірші на їхніх зустрічах. Це дозволило Чокано взаємодіяти з видатними іспанськими та латиноамериканськими інтелектуалами та художниками, такими як Хуан Гріс, який став відомим під цим псевдонімом, підписуючи ілюстрації, створені ним для книги Чокано під назвою «Alma América and Poemas Indoespañoles» («Альма-Америка: індо-іспанські вірші») у 1906 році; Мігель де Унамуно, який написав пролог для «Альма-Америки»; Марселіно Менендес-і-Пелайо; і Рубен Даріо; і таким чином його ім'я набуло визначного статусу не лише в Іспанії, але у Франції та по всій Латинській Америці.
Його збірка поезій 1906 року «Альма Америка» був запропонований і сприйнятий як «Новий світ», що виправляє нібито космополітичний модернізм Рубена Даріо.
Чокано був визнаним письменником — творчі здібності були затребувані багатьма державними діячами, які на багато років наймали його як письменника і радника. Він працював для різних режимів і подорожував півтора десятиліття Латинською та Центральною Америкою, де заприятелював з різними політичними діячами з різних точок ідеологічного спектру, такими як Панчо Вілья з Мексики, Мануель Естрада Кабрера з Гватемали та Вудро Вільсон з США, з яким він зав'язав листування. Після перевороту, який скинув Естраду Кабреру в 1920 році, Чокано був ненадовго ув'язнений, а згодом повернувся до Перу, де зв'язався з президентом Августо Б. Легією.
5 листопада 1922 року уряд Перу визнав Чокано найвидатнішим поетом Перу. Він був нагороджений як «Поет Америки» на церемонії, де взяли участь сам Легія, різні міністри, делегати з усіх провінцій Перу, та низка молодих і відомих письменників.
У 1925 році Чокано вплутався в суперечку з мексиканським інтелектуалом Хосе Васконселосом; коли перуанські студенти стали на бік Васконселоса, Хокано зателефонував журналісту Едвіну Елмору, щоб поскаржитися на його недавню статтю про полеміку; швидко пішли образи та погрози. Елмор накидав статтю, в якій детально описав напад Чокан на нього, і поспішив до свого офісу в газеті «El Comercio», щоб вставити її. Коли Елмор покинув будівлю, до нього підійшов Чокано, і після того, як Елмор вдарив Чокано, останній витягнув пістолет і вистрілив журналісту в живіт. Елмор помер незабаром після цього.
Звільнений після двох років ув'язнення, Чокано переїхав до Сантьяго-де-Чилі, де жив у злиднях, готуючи нову поетичну збірку — Primicias de Oro de Indias.
Чокано зарізаний в трамваї в 1934 році; звіти розходяться щодо того, чи був його вбивця незнайомцем, божевільним або суперником в любовному зв'язку. Вважається, що вбивство Чокано було пов'язане з його політичними позиціями. Похований на кладовищі «Пастор Матіас Маестро».

## Творчість
Чокано вважається одним з найважливіших лідерів латиноамериканського модернізму, поділяючи цю відзнаку з Рубеном Даріо (Нікарагуа), Мануелем Гонсалесом Прадою (Перу), Хосе Марті (Куба), Мануелем Гутьєрресом Нахерою (Мексика), Хосе Асунсьоном Сільвою (Колумбія) та ін. Однак стиль Чокано важко класифікувати точно, оскільки він дуже різноманітний: наприклад, деякі експерти стверджують, що його стиль ближче до романтизму, ніж до модернізму; тоді як інші, наприклад, американський критик, Уілліс Кнапп Джонс, назвали Чокано «новомундистом», тобто поетом, що пише про «новий світ» або Америку. Хокано був дуже плідним поетом, який також писав епічні та ліричні вірші.